# Landskrona stadsbibliotek

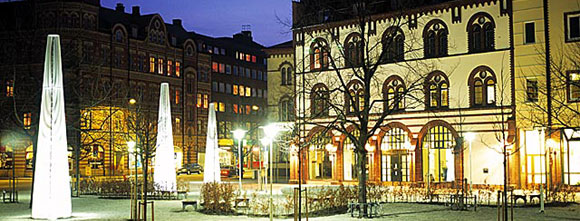
Landskrona stadsbibliotek, huset till höger

Landskrona stadsbibliotek ligger på Regeringsgatan 13 nära Rådmansgatan i den gamla brandstationen i Landskrona. Biblioteket invigdes 6 mars 1999 efter att ha flyttat från sin tidigare plats i Folkets Hus på Eriksgatan. 
Huvudbiblioteket har omkring 110 000 olika medier, däribland 200 tidskrifter, 1 800 filmer och 3 000 CD-skivor.
Filialer till stadsbiblioteket finns i Glumslöv, Häljarp samt på Ven.

## Avdelningar
På den första våningen finns barn- och ungdomsavdelningen, fantastikböckerna, spelfilmerna, tidskrifterna och tidningarna. På den andra våningen finns fackavdelningen och skönlitteraturen för vuxna samt språkavdelningen. Där finns även ett speciellt Landskronarum med all litteratur om staden samlad på ett ställe.
Även en Landskronahylla med alla författare som har anknytning till orten är under uppbyggnad upp i denna avdelning. Exempel på sådana författare är Selma Lagerlöf, Fredrik Lindholm eller Prins Pierre, Jesper Svenbro, Jonas Bergh, Tony Cronstam och Peter Gissy.

## Teknik
Det är möjligt att låna och lämna tillbaka de flesta medier utan personalens hjälp. Tre internetdatorer finns tillgängliga för flera timmars utlån, fyra för kortare perioder, en för scanning samt en för släktforskning med bland annat databaserna Genline, Sveriges Dödbok 1947-2006 och Sveriges befolkning från 1890, 1970 och 1980. Det finns även möjlighet till datoruppkoppling via trådlöst Internet i biblioteket.

## Historia kring biblioteksväsendet i Landskrona
I slutet av 1800-talet ökade folkmängden i Landskrona kraftigt. Från 1850 till 1890 ökade invånarantalet från 4 139 till 12 253. Behovet av skolor och utbildningsmöjligheter växte samtidigt som lagstiftningen om tillgänglighet till böcker för allmänheten skärptes, vilket banade väg för biblioteksväsendet. Idéerna kring ett stadsbibliotek kom från olika håll och beslutet att medel skulle anslås till ett sockenbibliotek (vilket dock redan från början kallades för Stadsbiblioteket) klubbades slutgiltigt igenom 1885 . Beslutet togs av skolrådet och kyrkostämman.
En annan komponent i det som kom att bli dagens moderna stadsbibliotek var Landskrona arbetarkommuns bibliotek som bildades 1895. Detta bibliotek levde självständigt fram till 1945 innan dess boksamling blev en del av det övriga stadsbiblioteket. Det lades inte ned formellt förrän 1960.
Stadsbiblioteket har genom seklet bytt plats ett antal gånger. 1907 fanns det i Församlingshemmet vid Saluhallstorget, 1931 flyttade det till kvarteret Banér på Skolallén. Från och med 1960 fanns biblioteket i Folkets hus på Eriksgatan innan det flyttade till sin nuvarande plats (runt hörnet från den gamla placeringen i kvarteret Banér) 1999.

## Byggnaden
Debatten kring placeringen av Landskrona stadsbibliotek pågick länge, innan biblioteket fick sitt nuvarande läge. Huset ritades ursprungligen av den kände landskronaarkitekten Fredrik Sundbärg och tillbyggnaden från 1950-talet av Frans Ekelund. Den nuvarande planen har ritats av Kurt Svensson (ansvarig) och Christer Wardestam (medhjälpare). Torget framför biblioteket är landskapsarkitekten Monika Gora ansvarig för.
Byggnaden är en gammal brandstation med nio bostäder i övre plan. Den äldsta delen är vagnhallarna som blivit huvudentré, och i tillbyggnaden från 1950-talet med gymnastiksalen är nu musik- och språkavdelningen placerade. Arkitekturen har liknats vid en klassisk basilika .
Värt att nämna är också sagorummet på bottenplan som är skapat av scenografen Tore Saether. Det är ett halvcirkelformat rum, färgat i blått och grönt och byggt som en amfiteater.

## Konst
I entrén finns två blå urnor av landskronakeramikern Lena Olsson. På barnavdelningen finns två teckningar av barnboksförfattaren Sven Nordqvist. I övrigt finns flera konstverk av Karl Gustav Rydberg, Nell Walden och Friedensreich Hundertwasser på olika ställen i biblioteket.
På språkavdelningen finns Ingemar Thalins bokinstallation som hänger ner från taket. För att fira att landskroniten Jesper Svenbro valdes in i Svenska akademien sattes två inramade tavlor upp i december 2007, det ena ett porträtt på honom själv vid sitt invigningstal i Svenska akademien och det andra med hans dikt Hc.03 som handlar om Landskrona stadsbibliotek.